# Kim Hill
Kim Hill američka je soul glazbenica. Glazbom se bavi od 1995. godine kada postaje članica Black Eyed Peasa. Sastav napušta 2000. godine, a počinje se baviti režiranjem spotova. U sastavu ju 2003. godine nasljeđuje Fergie. Godine 2007. izlazi njen album Okada Taxi.

## Diskografija

### Samostalno
- Okada Taxi
- Surrender to Her Sunflower
- Suga Hill
- Pharaon's Daughter
- I'm Back

### Black Eyed Peas
- Behind the Front
- Bridging the Gap

## Vanjske poveznice
- Službena web stranica  Arhivirana inačica izvorne stranice od 1. srpnja 2009. (Wayback Machine)